# Romualdas Krikščiūnas
Romualdas Krikšciunas (Kaunas, 18 de junho de 1930 - 2 de novembro de 2010) foi um bispo católico lituâno.
Ele foi ordenado sacerdote em 12 de setembro de 1954 e tornou-se bispo-auxiliar de Kaunas em 1969, sendo consagrado em 21 de dezembro.
De 1973 atè 1983 foi Administrador apostólico da diocese de Panevėžys.  Faleceu em 2 de novembro 2010.